# Miloslav Vlk
Miloslav Vlk (Líšnice-Sepekov, Checoslovaquia, actual República Checa; 7 de mayo de 1932-Praga, República Checa; 18 de marzo de 2017) fue un cardenal checo de la Iglesia católica, arzobispo emérito de Praga, que fue considerado como un posible candidato para suceder a Juan Pablo II.

## Biografía
Vlk nació en la aldea de Líšnice, en el distrito de Písek, en la región de Bohemia Meridional. Pasó su infancia en Záluží, cerca de Chyšky, donde asistió a la escuela elemental y donde experimentó el trabajo duro de una granja.
Con 11 años comenzó a pensar en el presbiterado. Su idea inicial de la vocación presbiteral le vino porque se sintió particularmente desafiado por un póster que colgaba en su parroquia que le llamó la atención. El póster decía: "¿No te gustaría ser un cura?". Este objetivo parecía inalcanzable en aquellos momentos, y soñó en ser piloto aeronáutico.
El 20 de junio pasó sus exámenes finales en la escuela secundaria de České Budějovice, en la Bohemia Meridional. Durante aquellos años de persecución por parte del régimen comunista, los estudios teológicos eran imposibles, de manera que entre 1952 y 1953 trabajó en la fábrica de automóviles en České Budějovice y entre 1953 y 1955 hizo el servicio militar en Karlovy Vary.
A pesar de la situación política, después de haberse licenciado pudo estudiar para ser archivero en la Facultad de Artes de la Universidad Carolina de Praga, titulándose en 1960. Trabajó en diversos archivos de la Bohemia Meridional: en los Archivos Regionales de Třeboň; y entre 1960 y 1964 en České Budějovice, donde sirvió como director.
En aquel tiempo publicó una serie de artículos en diversas revistas científicas. En 1964 dejó su trabajo para estudiar en la Facultad de Teología de Santos Cirilo y Metodio de Litoměřice (1964-1968).

### Presbiterado
El 23 de junio de 1968, en medio de la "Primavera de Praga", fue ordenado sacerdote a la edad de 36 años, siendo nombrado inmediatamente secretario del obispo de České Budějovice, Josef Hlouch (1968-1971).
Las autoridades estatales, preocupadas por su influencia y su autoridad pastoral, le obligaron en 1971 a abandonar České Budějovice y le enviaron a las parroquias de Lažiště y Záblatí, aisladas en las montañas de la Selva de Bohemia en el distrito de Prachatice. El 1 de noviembre de 1972 era rector de Rožmitál pod Třemšínem, en Bohutín y Drahenice. En 1978 las autoridades estatales, en colaboración con los comunistas locales, revocaron su autorización para ejercer su ministerio presbiteral.
Miloslav Vlk tuvo que vivir en la clandestinidad en Praga entre octubre de 1978 y el 31 de diciembre de 1988. Entre 1978 y 1986 trabajó limpiando ventanas en Praga. Además, durante este período, continuó con su actividad pastoral, aunque secretamente, con pequeños grupos de laicos. Entre 1986 y 1988 pudo trabajar en los archivos del distrito del Banco Estatal Checoslovaco en Praga.
El 21 de enero de 1989, al comenzar el "punto de inflexión", se le permitió ejercer el ministerio presbiteral por un año "de prueba". Fue sacerdote de parroquia en Žihobce y Bukovník, en la región de Klatovy, en la Bohemia Occidental. Subsecuentemente, el 1 de septiembre de 1989, empezó a trabajar como cura en la frontera con Baviera, en Čachrov, Javorná, Železná Ruda, Běšiny y Stráž na Šumavě.

### Obispo
Con la Revolución de Terciopelo, la historia del trabajador Miloslav Vlk cambió de repente. El 14 de febrero de 1990, el papa Juan Pablo II le nombró obispo de České Budějovice, recibiendo la ordenación episcopal el 31 de marzo de 1990 por el obispo Antonín Liška.
Después de un año, el 27 de marzo de 1991, el papa Juan Pablo II nombró a Vlk como arzobispo de Praga, sucediendo al cardenal František Tomášek. La instalación oficial tuvo lugar el 1 de junio de 1991. En el consistorio del 26 de noviembre de 1994 fue creado y proclamado cardenal por el papa Juan Pablo II, convirtiéndose en cardenal presbítero de Santa Cruz de Jerusalén.
En 1992 fue elegido presidente de la Conferencia Episcopal Checa, cargo que ocupó hasta 2001. Desde el 16 de abril de 1993 hasta el 31 de mayo de 2001, el cardenal Vlk fue presidente del Concilio de las Conferencias Episcopales de Europa, sucediendo al cardenal Carlo Maria Martini, arzobispo de Milán. Además fue secretario especial de la Primera Asamblea Especial para Europa del sínodo de los obispos (1991), y participó en la novena Asamblea General del Sínodo de Obispos (1994) y en la segunda Asamblea General para Europa (1999).
Vlk fue uno de los cardenales electores que participaron en el cónclave de 2005, donde se eligió al papa Benedicto XVI. Vlk cumplió 80 años el 17 de mayo de 2012, perdiendo el derecho a participar en cualquier cónclave futuro y cesando además de sus diversos cargos curiales. Era miembro de la Congregación para las Iglesias Orientales, del Pontificio Consejo para las Comunicaciones Sociales y del Consejo Especial para Europa del Secretariado General del Sínodo de Obispos.
El papa aceptó el retiro del cardenal Vlk como arzobispo de Praga el 13 de febrero de 2010, nombrando a Dominik Duka para sucederle.
El cardenal había servido durante 18 años como Moderador de los Amigos-Obispos del Movimiento de los Focolares. El 10 de agosto de 2012 fue sucedido por el arzobispo Francis Xavier Kriengsak Kovithavanij, titular de la sede de Bangkok.

## Opiniones

### Propiedades de la Iglesia en la República Checa
Vlk luchó durante toda una década para un nuevo marco legal para la Iglesia católica en la República Checa, que hubiera incluido en resolver unos 6000 millones de dólares en propiedades de la Iglesia confiscadas por el régimen comunista y que jamás se devolvieron. Esto incluye cerca de 4000 km² de bosques que formaban la base económica tradicional de la Iglesia.

### Grupos políticos
Vlk ha sido muy crítico con el crecimiento de la extrema derecha xenófoba en la Europa Central, uniéndose a las protestas de los judíos en 2007, cuando estos movimientos planeaban una manifestación por el barrio judío de Praga en el aniversario de la Kristallnacht.
En el 41.er aniversario de la invasión de Checoslovaquia por el Pacto de Varsovia, el cardenal Vlk reclamó la prohibición del Partido Comunista de Bohemia y Moravia, que actualmente es el tercer partido político más popular de la República Checa, de acuerdo a los estudios de opinión.

### Conflicto con los Lefebvritas
En 2006, Vlk criticó a un grupo de tradicionalistas Lefebvritas que realizaron una conferencia en Praga, acusándolos de simpatías hacia el antisemitismo y el neonazismo. Los organizadores locales respondieron que Vlk mostró «mala voluntad de condenar a el ostracismo social de los católicos que apuntan a las consecuencias negativas de los procesos de liberalización en la Iglesia».

## Condecoraciones
Caballero de II Clase de la Orden de Tomáš Garrigue Masaryk -  2002
 Cruz de Comendador de la orden al Mérito de la República Federal Alemania - 1999

## Otros proyectos
- Wikimedia Commons alberga una categoría multimedia sobre Miloslav Vlk.

| Predecesor: Joseph Hlouch           | Obispo de České Budějovice 14 de febrero de 1990-27 de marzo de 1991                                 | Sucesor: Antonín Liška           |
| Predecesor: František Tomášek       | Arzobispo de Praga Primado de la República Checa 27 de marzo de 1991-13 de febrero de 2010           | Sucesor: Dominik Duka            |
| Predecesor: František Tondra        | Presidente de la Conferencia episcopal checa 1993-25 de enero de 2000                                | Sucesor: Jan Graubner            |
| Predecesor: Carlo Maria Martini     | Presidente del Concilio de Conferencias Episcopales de Europa 16 de abril de 1993-31 de mayo de 2001 | Sucesor: Amédée Grab             |
| Predecesor: Victor Razafimahatratra | Cardenal Presbítero de Santa Cruz de Jerusalén desde el 26 de noviembre de 1994-18 de marzo de 2017  | Sucesor: Juan José Omella Omella |

- Datos: Q454584
- Multimedia: Miloslav Vlk / Q454584